# Koșcei
Koșcei (în rusă Кощей; pronunțat în rusă Kașcei sau Kașșei) este un vrăjitor puternic, simbol al morții și al magiei în mitologia slavă, care își câștigă imortalitatea ținându-și sufletul plin de păcate închis într-un ou, ascuns meșteșugit, pe insula Bujan.
Obișnuiește să răpească mame, soții și fecioare și să le țină captive în unul din palatele sale. O răpește chiar și pe Maria Morevna, zeița morții. Aceasta se folosește de farmecul ei pentru a afla unde este sufletul vrăjitorului și pentru a dezvălui acest secret, eroului basmului (care diferă în unele variante: Dabog, Ivan Țarevici, Prințul Astrach, etc.).

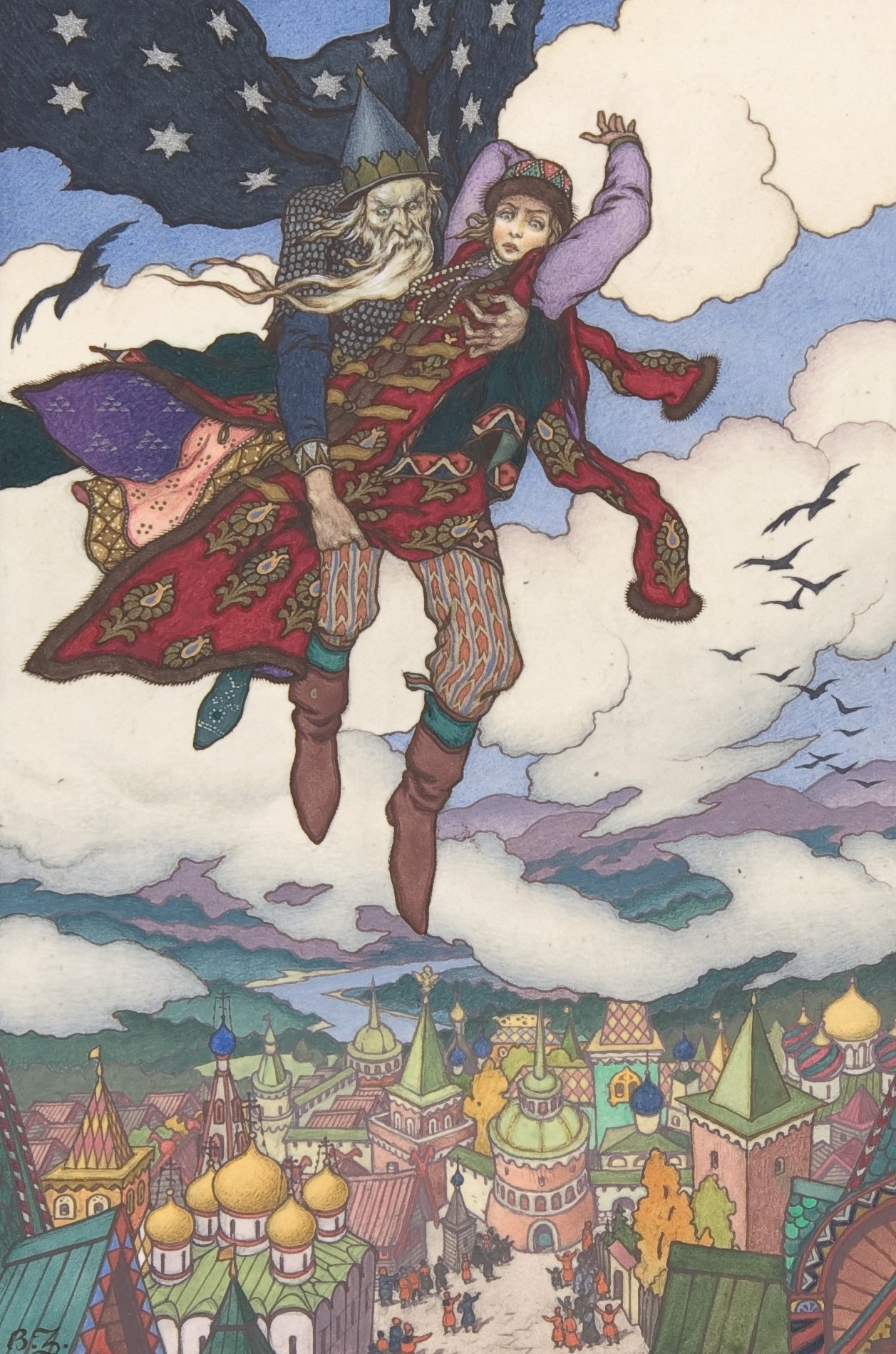
Vrăjitorul Koșcei cel fără de moarte o răpește pe Maria Morevna. Ilustrație de Zvorikin.

## Caracteristici
Cu toate că există puține menționări despre aspectul său fizic, Koșcei este, de regulă, descris ca fiind foarte urât. În plus, îi place să călărească în pielea goală pe calul său fermecat prin munții Rusiei. Koșcei este metamorf, apare fie ca om, fie ca monstru, însă preferă să răpească tinere femei în chip de tornadă. Cel mai important aspect legat de existența lui mitologică este teama sa de moarte. Această teamă absolută l-a condamnat să comită greșeli, dintre care cea mai periculoasă a fost vraja lui imperfectă de nemurire.
El își păstrează viața și nemurirea prin îndepărtarea sufletului său. După ce l-a scos din trup, se spune că l-a ascuns într-un vârf de ac, într-un ou, într-o rață, într-un iepure, apoi l-a încuiat într-un cufăr din fier sau din cristal și l-a îngropat la rădăcina unui stejar verde pe o insulă.

## Origine
Înainte de secolul al XVIII-lea, și posibil și mai devreme, legenda lui Koșcei a apărut în poveștile slave. O lungă perioadă de timp nu s-a făcut nicio legătură cu vreun personaj istoric.
Originea poveștii poate fi legată de liderul polovțian (cuman) Khan Konchak, care datează din secolul al XII-lea. În Povestea campaniei lui Igor, Konchak este denumit „koshey” (sclav). Se crede că Konchak a venit/s-a întors din Georgia (Caucaz) în stepă în jur de 1126–1130; spre 1172 el este descris în cronicile Rusiei Kievene ca un conducător al polovțienilor și ca participând la o revoltă. Nu există suficiente informații pentru a reconstrui detalii suplimentare despre aspectul sau natura lui Konchak din surse istorice; deși caracteristicile sau anomaliile neobișnuite au fost de obicei înregistrate (adesea ca epitete) de către cronicari, pentru Konchak nu apare nimic menționat.
Obsesia legendară pentru aur a lui Koschei a fost atribuită unei distorsionări a rolului lui Konchak de păstrător al vistieriei din Kosh. Koșcei este numit „cel fără de moarte”, ceea ce poate fi o referire la viața lungă a lui Konchak. Acesta este menționat pentru ultima dată în cronicile ruse în timpul asaltului din Kiev, în 1203, iar dacă această informație este corectă, înseamnă că este posibil să fi trăit peste o sută de ani. Pentru epoca respectivă, o asemenea durată de viață ar fi reprezentat în jur de șase generații.
Vraja de protecție a vieții a lui Koșcei poate fi derivată din amuletele tradiționale turcești, care aveau formă de ou și conțineau adesea vârfuri de săgeți (acul din oul lui Koschei).
Majoritatea caracteristicilor negative ale lui Koșcei sunt atribuite relației dintre Khan Konchak și slavii creștini, cum ar fi salvarea prințului Igor din captivitate sau căsătoria dintre fiul lui Igor și fiica lui Konchak. Konchak, fiind păgân, este posibil să fi fost demonizat de-a lungul timpului într-un model stereotip de personaj negativ.

## Koșcei și Ivan Țarevici
Cea mai cunoscută poveste despre Koșcei nu are nicio legătură cu oul în care stă ascunsă sursa nemuririi și puterii sale. Accentul este pus pe apucăturile lui de afemeiat. Atât Andrew Lang în The Red Fairy Book, cât și Alexander Afanasyev în Russian Fairy Tales prezintă povestea lui Koșcei cel fără de moarte, însă elementul principal al intrigii cuprinde viața și dragostea lui Ivan Țarevici.
După moartea părinților săi, Ivan își căsătorește surorile cu primul pețitor venit, toți trei vrăjitori deghizați în păsări. Totuși, după un an, începe să le simtă lipsa și pleacă în căutarea lor. 
Pe drum, o întâlnește pe prințesa războinică, Maria Morevna, și se căsătorește cu ea. Nu după mult timp, Maria decide să meargă la război și îl lasă pe Ivan să aibă grijă de casă, prevenindu-l să nu se apropie de o anumită debara din casă, deoarece acolo ea păstrează bine ascuns un secret cumplit.
Însă de îndată ce Maria pleacă, Ivan nu își poate învinge curiozitatea și merge direct în locul interzis. Acolo descoperă un bătrân decrepit, legat cu 12 lanțuri groase. Bătrânul îl roagă să-i dea apă, fiind flămând și însetat de vreme îndelungată, iar Ivan, din milă, îi aduce douăsprezece găleți cu apă. Bătrânul își revine într-o clipită, iar în locul înfățișării suferinde, rămâne vrăjitorul Koșcei, tânăr, puternic, nemuritor. Koșcei rupe lanțurile care îl țineau prizonier, îi spune lui Ivan că o va răpi pe prințesa care l-a întemnițat și dispare, la fel de puternic și înspăimântător ca întotdeauna. Ivan pornește imediat să o salveze pe Maria. De două ori o găsește și fuge cu ea, însă Koșcei are un armăsar fermecat mult mai rapid și îi prinde de fiecare dată. Ivan îl prinde pe Koșcei, dar acesta îl ucide, taie în bucăți și îl aruncă în ocean. Totuși, Ivan este readus la viață de vrăjitorii căsătoriți cu surorile lui, care îl găsiseră și îl aduseseră la mal. Ei îl învață pe Ivan să ia un cal magic, la fel de rapid sau chiar mai rapid decât al lui Koșcei, iar soția sa îi spune să meargă la Baba Yaga, o vrăjitoare bătrână,  pentru a obține un asemenea cal. Ivan merge la Baba Yaga, trece cu bine peste toate încercările la care ea îl supune timp de trei zile. Apoi fură un cal și pornește din nou spre Maria.
În acest moment al acțiunii apar unele discrepanțe în povestea mitologică. Potrivit lui Lang, Koșcei nu a a fost ucis cu oul său vrăjit, se presupune că ar fi fost distrus cu mult înainte, de vreme ce Ivan nu s-a apropiat de el. În versiunea lui Lang, dar și în cea a lui Afanasyev, Koșcei îi urmărește pe Maria și Ivan și este ucis fie de o lovitură de sabie, fie de la lovitura calului lui Ivan, iar trupul său este incinerat pe dată.
Indiferent de versiunea poveștii, în final, Koșcei, cel care s-a străduit atât de mult să fie nemuritor, moare. Ivan și Maria Morevna trăiesc „fericiți până la adânci bătrâneți”, iar Ivan se împacă cu surorile lui.

## Vezi și
- Balaurul (film) (1945)